# Хлівчани
Хлівча́ни — село в Україні, в Шептицькому районі Львівської області.

## Історія
Село Хлівчани детально описане в королівській люстрації 1565 р.
До місцевої греко-католицької парафії входили також село Хоронів і присілок Піддовге. Парафія належала до Угнівського деканату Перемишльської єпархії.
На 01.01.1939 в селі проживало 3160 мешканців, з них 2650 українців-грекокатоликів, 200 українців-римокатоликів, 50 поляків, 120 польських колоністів міжвоєнного періоду, 120 євреїв і 20 німців. Село входило до ґміни Брукенталь Равського повіту Львівського воєводства Польської республіки. Після анексії СРСР Західної України в 1939 році село включене до Угнівського району Львівської області.
За радянських часів до села приєднано сусіднє Хоронів — тепер це вулиця Лісова і західна частина вулиці Івана Франка.

## Пам'ятки
- В селі є пам'ятка архітектури — дерев'яна церква Різдва Пресвятої Богородиці від 1841 року.[4]
- 1967 року встановлено пам'ятник Іванові Франку
- 1979 р. — пам'ятник загиблим односельцям (скульптор Еммануїл Мисько, архітектор Мирон Вендзилович).[5]

## Відомі мешканці
- Завідувачка філією бібліотеки села Хлівчани Марія Павлова у 2009 році стала переможцем Всеукраїнського конкурсу імені Володимира Кобилянського за рукопис книжки поезій «Незбагненно-білий світ»[6].
- Мисак Петро Васильович — депутат Верховної Ради УРСР 9-10-го скликань.
- Бубній Михайло Іванович — єпископ, перший Одеський екзарх Української Греко-Католицької Церкви.
- Бубній Петро Михайлович — український журналіст, редактор.
- Бігун Іван Павлович (1960—2022) — священик Української Автокефальної Православної Церкви.
- Бордун Меланія Дмитрівна (1886—1968) — український педагог, історик.
- Муха Богдан Павлович (1943—2019) — український географ, фізгеограф.
- Дмитро Пащук (1996—2023) — український військовий, доброволець, пластун. Був активним учасником Революції Гідності. У 2016 році на кілька років виїхав до Франції та служив у Французькому легіоні. Після повернення до Львова займався підприємницькою діяльністю. Загинув на Херсонщині.